# 馬渕由妃
馬渕由妃（まぶち ゆき）は、日本の女性アーティスト、声優、ナレーター 、作詞家、作曲家、占い師。静岡県の浜松市出身。昭和音楽大学卒業。アズリードカンパニー所属。

## 楽曲提供
- ドラマ DREAMS COME TRUE 5つの歌詩「マスカラまつげ」劇中歌「約束の歌」作詞、作曲
- 千葉瑞己「BREAK MY SELF」作詞、アートデザイン
- 松井恵理子「ワスレモノ」作詞
- 松井恵理子「irouta」作詞、作曲、コーラス
- 邪神ちゃんドロップキック「CAST A SPELL/鈴木愛奈」「キラッ☆と下克上/佐々木李子」「友達になろう/飯田里穂」作詞、コーラス
- 出口陽「DO YOUR BEST!」（香川バスケットボールチームファイブアローズ応援歌）作詞、ボーカルディレクション
- 声優ユニットTRICHORD「CAN DREAM!」作詞、アートデザイン[要出典]
- 愛am園芸部!ED「私の十八番～花に成りたい～」「にちようび」作詞、作曲、編曲[要出典]
- 舞台Identity Ⅴ 第五人格Ep.1 sideH主題歌「DESTINY」作詞、作曲、歌唱
- 舞台Identity Ⅴ 第五人格Ep.3 sideH主題歌「acclamation」作詞、作曲、歌唱
- ツキノ芸能プロダクション(ツキプロ)シリーズ劇場版「怪獣大渋滞クロダ他」（エイプリルフール企画）主題歌「Blessing」作詞、作曲
- 松井恵理子「いろあわせ」作曲、ボーカルディレクション
- 松井恵理子「R」作曲、ボーカルディレクション
- 舞台〜POP☆STAGE season2〜絶対に負けられない戦いがそこにある POP☆SWEET「スマホ首は愛の証」作詞、ボーカルディレクション(SFIDA ENTERTAINMENT)
- 舞台〜POP☆STAGE season2〜絶対に負けられない戦いがそこにある カマーズ26「あなたの為に工事中」「Light？Laser？No,Needle！」「毛穴が小さなあの頃に」作詞、ボーカルディレクション(SFIDA ENTERTAINMENT)

## オリジナル活動
- 「Identity Ⅴ STAGE 大感謝祭」ゲスト出演ライブ
- ゲーム コープスパーティー DEADPATIENTタイアップ「DEADPATIENT」HoneysCominʼ全国リリース
- 松井恵理子のにじらじっ!公開収録ゲスト
- Aintops「Break New Ground/往古来今」ゲストボーカル参加
- 声優ガールズロックバンドHoneysComin' メインボーカル
- 「堀川りょうのアニソン歌ってみたin刈谷」ゲスト出演、HonysCominʼ
- 音楽チーム「海と月プロジェクト」創設（オリジナル、クリエイター、ボーカル）
- 舞台、映画「COLOR CROW」シリーズ主題歌「 闇羽黝兒狂(ヤミハネクロニクル)」歌唱

## アニメ
- 「城下町のダンデライオン」[要出典]
- 「雨色ココアinHawaii」[要出典]
- 「日本おやじばなし」[要出典]
- 「三者三葉」[要出典]

## ゲーム
- 「温泉むすめ」東山季利花 役
- 「シューティングガール」御堂筋凛 役
- 「プリンセスメーカー」シスターリィ 役
- 「エターナルスカーレット」ケイ、ローズ、天使 役
- 「Death end re;Quest」サラ・パトナム 役
- 「星間パイオニア」フランドル、ジャックリーン、マリー 役
- 「カルテットファンタジア」ケイ、エヴァ、イファート 役
- 「三国RANSE」孫尚香、他 役
- 「戦策三国志」呂玲綺、他 役[要出典]

## ラジオ
- 「松井恵理子のにじらじっ!」コーナー soundbooth レギュラーパーソナリティ
- 「アニメイトTV HoneysCominʼのはにかみ」メインパーソナリティ

## TV
- 「アニメ情報バラエティーAnime-TV」ナレーション[要出典]
- ドラマ「残酷な観客達」[要出典]
- ドラマ「特命係長 只野仁」[要出典]

## 吹き替え
- 「スターファイター 未亡人製造機と呼ばれたF-104」看護師 役[要出典]